# International bibliography of historical sciences
International bibliography of historical sciences (Internationale bibliographie der geschichtswissenschaften / Bibliografia internacional de ciencias historicas / Bibliographie internationale des sciences historiques / Bibliografia internazionale delle scienze storiche) è una bibliografia internazionale dei più importanti libri, articoli di rivista e monografie di argomento storico pubblicati nel mondo, in tutte le lingue di cultura e su ogni epoca dalla preistoria in poi.

## Descrizione
La pubblicazione ha cadenza annuale ed è stata fondata nel 1930 su impulso del Comité international des sciences historiques, con lo scopo di rappresentare un riferimento in un mondo scientifico in rapida evoluzione; i suoi primi volumi, editi dalla casa editrice Armand Colin, vennero recensiti con interesse dal grande storico francese Marc Bloch. Fin dalla sua fondazione l'opera si è distinta per essere prettamente "selettiva" e "descrittiva", piuttosto che "analitica" e "critica".
Sino al 1995 la bibliografia è stata pubblicata in collaborazione con l'UNESCO. Per i volumi 47-48 (1978/1979) è stata curata da Michel François e Michael Keul; a partire dal vol. 49 (1980) e fino al vol. 62 (1992) i curatori sono stati Jean Glénisson e Michael Keul. Dal volume 62 del 1993 è diretta dallo storico italiano Massimo Mastrogregori, con Carlo Colella nel ruolo di assistant editor, e pubblicata dalla casa editrice tedesca De Gruyter.